# Hop (informática)

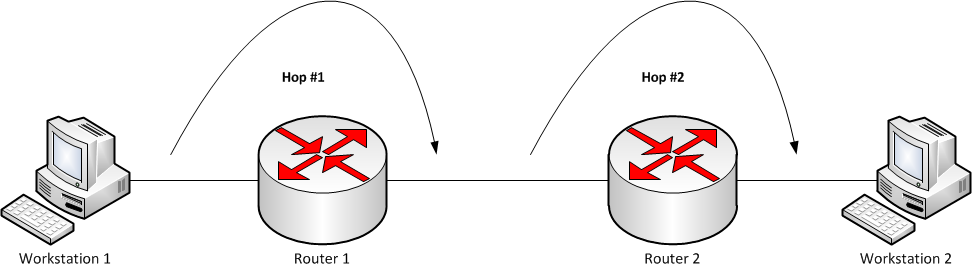
Una ilustración de saltos en una red. El hop cuenta entre los ordenadores en este caso es 2.

En redes de computadoras, incluida la Internet, se produce un salto cuando se pasa un paquete de un segmento de red al siguiente. Los paquetes de datos pasan a través de los routers mientras viajan entre la fuente y el destino. El rencuento de saltos se refiere al número de dispositivos intermedios por los que deben pasar los datos entre la fuente y el destino.
Dado que en cada salto se producen latencias de almacenamiento y reenvío y otras latencias, un gran número de saltos entre el origen y el destino implica un menor rendimiento en tiempo real.

## Conteo de saltos
El rencuento de saltos se refiere al número de dispositivos de red intermedios por los que se deben pasar los datos entre la fuente y el destino. Es una medida aproximada de la distancia entre dos anfitriones. Un rencuento de saltos de n significa que n dispositivos separan el host de origen del de destino.
En una red, la capa 3 como el Protocolo de Internet (IP), cada router a lo largo de la ruta de datos constituye un salto. Sin embargo, esta métrica no es útil para determinar la ruta óptima de la red, ya que no tiene en cuenta la velocidad, la carga, la fiabilidad o la latencia de ningún salto en particular, sino simplemente el rencuento total. No obstante, algunos protocolos de enrutamiento, como el Protocolo de Información de enrutamiento (RIP), utilizan el rencuento de saltos como única métrica.
Cada vez que un router recibe un paquete, lo modifica, disminuyendo el tiempo de vida (TTL). El router descarta los paquetes recibidos con un valor de TTL cero, Esto evita que los paquetes reboten sin cesar por la red en caso de errores de encaminamiento. Los routers son capaces de gestionar el rencuento de saltos, pero otros tipos de dispositivos de red (p. ej. concentrador y puentes de red) no lo hacen.

## Hop limit
Conocido como el tiempo de vida (TTL) en IPv4, y límite de saltos en IPv6, este campo especifica un límite en el número de saltos que se permite a un paquete antes de ser desechado. Los routers modifican paquetes IP a medida que se reenvían, disminuyendo los respectivos campos TTL o límite de saltos. Los routers no reenvían paquetes con un campo resultante de 0 o menos. Esto evita que los paquetes sigan un bucle infinito.

## Next hop
Cuando se configuran los dispositivos de red el salto puede referirse a siguiente salto. El siguiente salto es la siguiente puerta a la que los paquetes deben ser reenviados a lo largo del camino a su destino final. Una tabla de enrutamiento suele contener la dirección de IP de una red de destino y la dirección de IP de la siguiente puerta de enlace en el camino hacia el destino final de la red. Al almacenar sólo la información del salto siguiente, el encaminamiento o el reenvío del salto siguiente reduce el tamaño de las tablas de enrutamiento. Una determinada puerta de enlace sólo conoce un paso en el camino, no el camino completo a un destino. También es clave saber que los siguientes saltos listados en una tabla de enrutamiento están en redes a las que la pasarela está directamente conectada.

## Diagnósticos
El comando traceroute puede ser utilizado para el número de hops del router de un host a otro. Los recuentos de hops son a menudo útiles de encontrar fallos en una red, o para descubrir si el enrutamiento es de realmente correcto.

## Más información
- Comer, Douglas E. Internetworking Con TCP/IP, quinta edición. Pearson Prentice Sala,2006. ISBN 0-13-187671-6

- Datos: Q13091219